# Бејрут
Бејрут (арап. بيروت, Bayrūt, фр. Beyrouth) је главни, највећи град и највећа лука Либана. Према процени из 2017. у граду је живело 433.249 становника, а са приградским насељима 2,1 милиона становника.
Бејрут је комерцијални центар региона и сматра се Паризом Блиског истока због своје космополитске атмосфере, посебно пре почетка Либанског грађанског рата.
Канцеларија Уједињених нација за Економска и социјална питања за регион Западне Азије смештена је у Бејруту. Међународна радничка организација (ИЛО), као и регионална канцеларија за арапске државе Уједињених нација за образовање, науку и културу (УНЕСКО) је такође смештена у Бејруту. Арапска Организација авио-превозника има седиште у Бејруту.

## Географија
Бејрут се ослања на ланац планина које се заједничким именом називају планина Либан и налазе се на обали која гледа на Медитеран. Бејрут се налази на 33°54′″N, 35°31′″E (33.90, 35.5333). Већи и познати градови северно од Бејрута су Библос и Триполи, а јужно Сидон и Тир.

### Клима
| Клима Аеродром Бејрут                                     | Клима Аеродром Бејрут | Клима Аеродром Бејрут | Клима Аеродром Бејрут | Клима Аеродром Бејрут | Клима Аеродром Бејрут | Клима Аеродром Бејрут | Клима Аеродром Бејрут | Клима Аеродром Бејрут | Клима Аеродром Бејрут | Клима Аеродром Бејрут | Клима Аеродром Бејрут | Клима Аеродром Бејрут | Клима Аеродром Бејрут |
| Показатељ \ Месец                                         | .Јан.                 | .Феб.                 | .Мар.                 | .Апр.                 | .Мај.                 | .Јун.                 | .Јул.                 | .Авг.                 | .Сеп.                 | .Окт.                 | .Нов.                 | .Дец.                 | .Год.                 |
| --------------------------------------------------------- | --------------------- | --------------------- | --------------------- | --------------------- | --------------------- | --------------------- | --------------------- | --------------------- | --------------------- | --------------------- | --------------------- | --------------------- | --------------------- |
| Апсолутни максимум, °C (°F)                               | 27,9 (82,2)           | 30,5 (86,9)           | 36,6 (97,9)           | 39,3 (102,7)          | 39,0 (102,2)          | 40,0 (104)            | 40,4 (104,7)          | 39,5 (103,1)          | 37,5 (99,5)           | 37,0 (98,6)           | 33,1 (91,6)           | 30,0 (86)             | 40,4 (104,7)          |
| Максимум, °C (°F)                                         | 17,4 (63,3)           | 17,5 (63,5)           | 19,6 (67,3)           | 22,6 (72,7)           | 25,4 (77,7)           | 27,9 (82,2)           | 30,0 (86)             | 30,7 (87,3)           | 29,8 (85,6)           | 27,5 (81,5)           | 23,2 (73,8)           | 19,4 (66,9)           | 24,3 (75,7)           |
| Просек, °C (°F)                                           | 14,0 (57,2)           | 14,0 (57,2)           | 16,0 (60,8)           | 18,7 (65,7)           | 21,7 (71,1)           | 24,9 (76,8)           | 27,1 (80,8)           | 27,8 (82)             | 26,8 (80,2)           | 24,1 (75,4)           | 19,5 (67,1)           | 15,8 (60,4)           | 20,9 (69,6)           |
| Минимум, °C (°F)                                          | 11,2 (52,2)           | 11,0 (51,8)           | 12,6 (54,7)           | 15,2 (59,4)           | 18,2 (64,8)           | 21,6 (70,9)           | 24,0 (75,2)           | 24,8 (76,6)           | 23,7 (74,7)           | 21,0 (69,8)           | 16,3 (61,3)           | 12,9 (55,2)           | 17,7 (63,9)           |
| Апсолутни минимум, °C (°F)                                | 0,8 (33,4)            | 3,0 (37,4)            | 0,2 (32,4)            | 7,6 (45,7)            | 10,0 (50)             | 15,0 (59)             | 18,0 (64,4)           | 19,0 (66,2)           | 17,0 (62,6)           | 11,1 (52)             | 7,0 (44,6)            | 4,6 (40,3)            | 0,2 (32,4)            |
| Количина падавина, mm (in)                                | 154 (6,06)            | 127 (5)               | 84 (3,31)             | 31 (1,22)             | 11 (0,43)             | 1 (0,04)              | 0,3 (0,012)           | 0 (0)                 | 5 (0,2)               | 60 (2,36)             | 115 (4,53)            | 141 (5,55)            | 730 (28,74)           |
| Дани са кишом                                             | 12                    | 10                    | 8                     | 5                     | 2                     | 2                     | 0,04                  | 0,1                   | 1                     | 4                     | 7                     | 11                    | 62                    |
| Релативна влажност, %                                     | 64                    | 64                    | 64                    | 66                    | 70                    | 71                    | 72                    | 71                    | 65                    | 62                    | 60                    | 63                    | 66                    |
| Сунчани сати — месечни просек                             | 131                   | 143                   | 191                   | 243                   | 310                   | 348                   | 360                   | 334                   | 288                   | 245                   | 200                   | 147                   | 2.940                 |
| Извор #1: Pogodaiklimat.ru                                |                       |                       |                       |                       |                       |                       |                       |                       |                       |                       |                       |                       |                       |
| Извор #2: Danish Meteorological Institute (sun 1931–1960) |                       |                       |                       |                       |                       |                       |                       |                       |                       |                       |                       |                       |                       |

| Јан               | Феб               | Мар               | Апр               | Мај               | Јун               | Јул               | Авг               | Сеп               | Окт               | Нов               | Дец               |
| ----------------- | ----------------- | ----------------- | ----------------- | ----------------- | ----------------- | ----------------- | ----------------- | ----------------- | ----------------- | ----------------- | ----------------- |
| 18,5 °C (65,3 °F) | 17,5 °C (63,5 °F) | 17,5 °C (63,5 °F) | 18,5 °C (65,3 °F) | 21,3 °C (70,3 °F) | 24,9 °C (76,8 °F) | 27,5 °C (81,5 °F) | 28,5 °C (83,3 °F) | 28,1 °C (82,6 °F) | 26,0 °C (78,8 °F) | 22,6 °C (72,7 °F) | 20,1 °C (68,2 °F) |

## Историја
Прво појављивање имена Бејрут датира још из времена Феничана који су граду дали име Берут, што у преводу значи бунари. Историјске референце на град датирају још из 15. века п. н. е. Један од најстаријих заједница је било на једном малом острву усред реке, која је временом пронашла други ток и пресушила. У античко време град је био познат као Берутус (ово име се може наћи на листи традиционалних грчких географских имена).
Године 140. п. н. е. град је потпуно уништио Диодотус Трифон у борби са Антиоком за трон Селеукидске монархије. Бејрут је након тога изграђен у хеленистичком стилу, и преименован у име тадашње селеукидске краљице. Град је тек темељно почео да бива истраживан након завршетка грађанског рата, када су 1991. године археолошка места била по први пут отворена за јавност и проучавање. 1994. године утврђено је да једна од популарних улица данашњег Бејрута прати у основи улицу која датира још из времена хеленизма.
Ковани новац из 1. века п. н. е. је кован на једној страни са ликом богиње Фортуне, док је на другој симбол града, сидро око кога је обавијен делфин. Овај симбол је касније овековечио сликар Алдус Манитус у 15. веку н. е. из Венеције. Римљани су од града направили колонију у 1. веку н. е. У то време, Бејрутска школа права је била једна од најпознатијих у Европи, и Јустинијан је прогласио ову школу за једну од три најважније у Римском царству 533. године н. е. Два најпознатија правника тог времена, Папинијан и Улпијан, обојица пореклом Феничани, су предавали право у овој школи. Услед катастрофалног земљотреса 551. године н. е., студенти су премештени у град Сидон.
Бејрут је пао у руке Арапа 635. године н. е. Од 1110. године до 1291. године Бејрутом су владали Крсташи. Након одласка Крсташа, Бејрутом су владали број локални емири. Један од њих, Факр ед−Дин Маан II је саградио бедеме око града у нади да ће их то заштити од Турака у 17. веку, али су Турци освојили Бејрут, који је 1763. године постао део Османског царства. Током покушаја да се ослободи турске власти, и локалних паша Џезера и Абдулаха, број становника Бејрута је пао на око 10.000.
Након што је Ибрахим паша завладао Аком 1832. године, Бејрут је започео своје модернизовање. 1888. године Бејрут је проглашен главним градом вилајета Сирије, у који су спадали и санџаци Летакије, Триполија, Ака и долине Бека. Бејрут је такође постао религијски центар и постојали су многобројни покушаји да се становници преобразе из једне религије у другу. Након масакра хришћана 1860. године Европа је узела то за повод да се директно умеша у унутрашња збивања Блиског истока. У то исто време су основани први универзитети у граду, и европске компаније су се утркивале око утицаја над градом, британска компанија је изградила модеран водоводни систем, док су француски инжењери саградили електрични систем, тиме осветливши Бејрут и изградили модерну луку 1894. године, којој је главна релација била Бејрут−Марсељ. 1907. године Французи изграђују железничку линију Бејрут−Дамаск. У ово доба француски утицај премашује утицаје свих других европских држава које су имале интересе у региону. 1911. године енглеска енциклопедија Британика објављује прве бројеве интер−религијске заједнице у граду: 36.000 муслимана, 77.000 хришћана, 2.500 Јевреја, 400 Друза и 4.100 странаца.
Након колапса Османског царства и након завршетка Првог светског рата, Бејрут, заједно са остатком Либана, дат је на управљање Француској. Француска администрација је показала велико интересовање за јачање хришћанства у региону. Након завршетка Другог светског рата, Либан је постао независан, и Бејрут постаје главни град новонастале државе. Бејрут је био интелектуални и комерцијални центар арапске културе све до 1975. године, када започиње Либански грађански рат. Током рата Бејрут је подељен на муслимански и хришћански део, док је центар града, некадашњи културни и комерцијални центар, постао ничија земља. Многи од познатих и славних становника града су емигрирали у друге земље. 1982. године Бејрут трпи тешку опсаду од стране израелских снага.
Након завршетка рата 1989. године Либанци вредно санирају Бејрут и град полагано добија натраг своје место као културни и комерцијални центар Блиског истока. Светски признат модни креатор Ели Саб живи у Бејруту. Град је био домаћин Кошаркашком шампионату Азије, као и Фудбалском шампионату Азије. Бејрут је такође већ два пута успешно био домаћин Избору Мис Европе.
Године 2005. убиство бившег премијера Рафика Харирија је шокирало целу нацију. Након одласка сиријских војника, априла 2005. године, Бејрут је напокон постао званично слободан од сиријског утицаја.

## Становништво
| Година       |
| Становништво |
| ------------ |

### Религија
Бејрут је један од најразноликијих градова Блиског истока у погледу религије и културе. У Бејруту се могу наћи хришћани (Маронити, православци, јерменски православци, јерменски католици, римокатолици, протестанти), Муслимани (сунити и шиити) и Друзи. Велики број Јевреја је емигрирао у САД пре и током Либанског грађанског рата који је почео 1975. године и трајао до раних 90−тих.
Бејрут је био потпуно разорен током грађанског рата и подељен на муслимански, западни део и хришћански, источни део. Данас је град поново уједињен и изграђен и у погледу модерне архитектуре и уопште начина живота представља баланс хришћанства и ислама. Овде постоји Саборна црква св. Ђорђа (Бејрут).

## Привреда

### Саобраћај
Аеродром, који је ситуиран у јужном делу града, је некада био познат као Бејрутски међународни аеродром, али је 2005. године име промењено у Међународни аеродром Рафик Харири у знак на сећања на убијеног бившег премијера. Копнено, град је повезан аутобуским линијама са свим већим градовима у Либану, као и већим градовима у оближњој Сирији. Аутобуси који путују ка северу земље и Сирији полазе са аутобуске станице Чарлс Хело, близу градске луке, док они за северни део земље и долину Бека полазе са станице Кола у центру града.
Међународни транспорт је омогућен бројним аутобуским линијама и линијским таксијима који имају одређене руте, али се такође могу изнајмити и приватни аутобуси. Као и у свим великим градовима, у раним јутарњим и поподневним часовима саобраћајна гужва у граду је велика.
У Бејруту постоје две транспортне компаније, једна у државном, Office des Chemins de Fer et des Transports en Commun (OCFTC), друга у приватном власништву Компанија Либанског Друштва (LCC).
У последње време говори се и о поновном оживљавању железнице којом би поново прорадила пруга Бејрут-Дамаск (главни град Сирије).
Град такође име највећу луку на источном Медитерану. Намера је да лука постане главна веза за даља путовања усмерена ка Сирији, Јордану, Ираку и земљама Залива (Заливске земље).

### Туризам
Пре почетка грађанског рата, Бејрут је био популаран међу страним туристима и познати као Париз Блиског истока, са великим бројем ланаца страних хотела и веома живахним ноћним проводом. Након завршетка рата, град је у великој мери изграђен и један од циљева градске владе је да Бејрут направи поново пожељеним страним туристима. Док су унутрашњи градови и места прилично конзервативна, западњачки начин одевања (хаљине, кратке сукње и шорцеви) је уобичајен у Бејруту, осим у црквама и џамијама.
За оне који су жељни авантуре и историје, близу града постоји велики број археолошких ископина, Балбек и Библос, за које се сматра да су најстарија насељена места у погледу континуитета на свету. Током зимских месеци скијање је један од главних спортова на Планини Либан, на којој се налази престижан рекреациони центар Фараја Мзар Кфардебиан (Faraya Mzaar Kfardebian).

## Образовање
У данашњем Бејруту се налази 21 установа високог образовања, укључујући и Универзитет Баламанда, Амерички Универзитет Бејрута, Либанско−Амерички Универзитет (иначе први универзитет на Блиском истоку у којем су жене могле да студирају), Универзитет Светог Џозефа (Université de Saint-Joseph), Глобални Универзитет, Хајгазиан Универзитет, Либански Универзитет, Амерички Универзитет науке и технологије, Универзитет Блиског истока, Арапски универзитет и Канадска академија технологије на Блиском истоку.

## Партнерски градови
- Каиро
- Истанбул
- Аман
- Атина
- Дамаск
- Дубаи
- Јереван
- Лос Анђелес
- Лион
- Марсељ
- Москва
- Квебек
- Трст
- Монтреал
- Буенос Ајрес
- Мексико Сити
- Багдад
- Триполи
- Карачи
- Рио де Жанеиро
- Ил де Франс